# Zaselje (Czarnogóra)
Zaselje (cyr. Засеље) – wieś w Czarnogórze, w gminie Pljevlja. W 2011 roku liczyła 46 mieszkańców.